# Deggendorf
Deggendorf (que l'on trouve écrit Deckendorf) est une ville en Bavière faisant partie de l'arrondissement de Deggendorf dans le district de Basse-Bavière.

## Histoire
| Appartenances historiques Comté de Deggendorf 1002-1230 Comté de Bogen 1230-1242 Duché de Bavière 1242–1255 Duché de Basse-Bavière 1255–1353 Duché de Bavière-Landshut 1353-1503 Duché de Bavière 1503–1623 Électorat de Bavière 1623–1806 Royaume de Bavière 1806–1918 République de Weimar 1918–1933 Reich allemand 1933–1945 Allemagne occupée 1945–1949 Allemagne 1949–présent |

Deggendorf est fondée le 20 novembre 1002 par le futur empereur Henri le Saint (973-1024) pour l'abbaye de Niedermünster de Ratisbonne, idéalement située au bord de l'Isar à proximité de la vallée du Danube. Lorsque les Wittelsbach prennent possession de la région au XIIIe siècle, la ville est agrandie et bénéficie de nouveaux privilèges commerciaux au siècle suivant.
Deggendorf souffre pendant la guerre de Trente Ans et deux tiers de sa population meurent de la peste entre 1633 et 1634. Pendant la guerre de Succession d'Espagne une partie de la ville est détruite par un incendie. Toutefois la ville se relève rapidement grâce aux ressources de la campagne environnante et plusieurs bâtiments baroques sont construits, comme la tour de la Grabkirche (1722), ou église Saint-Pierre-et-Saint-Paul, l'une des plus élégantes de Bavière. La ville se relève aussi de la guerre de Succession d'Autriche, malgré un incendie après la bataille de Deckendorf du 27 mai 1743.
Le chemin de fer fait son apparition à travers le Danube vers la forêt de Bavière et l'on construit un pont pour faciliter le transport. Mais c'est aussi à partir du milieu du XIXe siècle que ses fortifications et nombre de bâtiments du Moyen Âge sont détruits à cause de l'agrandissement de la ville.
Après la Seconde Guerre mondiale, un camp de personnes déplacées (DP Displaced Persons), en majorité juives, est créé par les Alliés qui sera en fonction jusqu'en 1949.

## Démographie
| 1840  | 1871  | 1900   | 1925   | 1939   |
| ----- | ----- | ------ | ------ | ------ |
| 7 612 | 9 726 | 11 922 | 14 125 | 17 606 |

| 1950   | 1961   | 1970   | 1987   | 2012   |
| ------ | ------ | ------ | ------ | ------ |
| 23 555 | 24 755 | 27 892 | 28 560 | 31 699 |

## Monuments

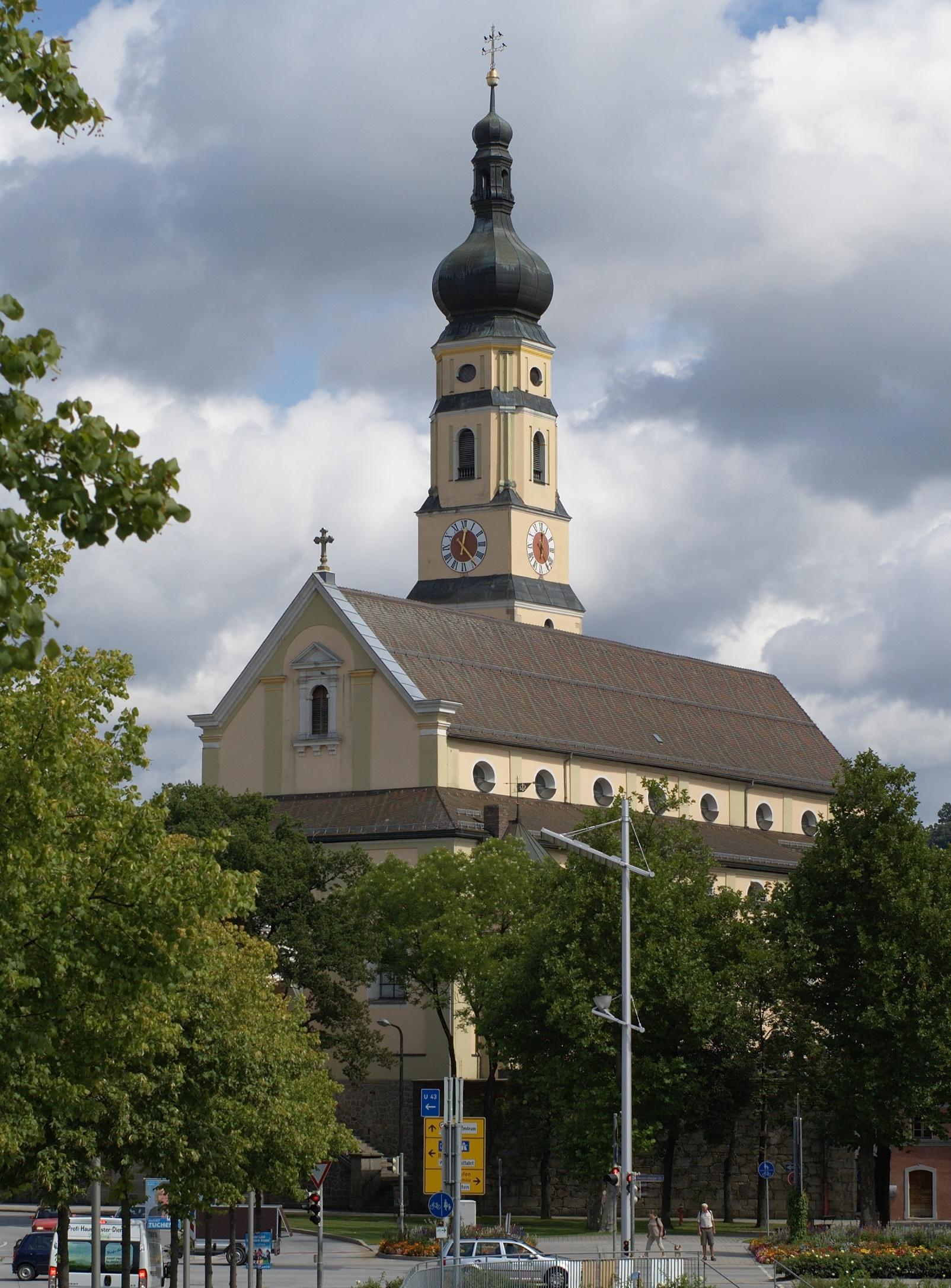
L'église paroissiale N.-D. de l'Assomption.

- L'église Notre-Dame de l'Assomption possède un maître-autel baroque de Matthias Seybold provenant de la cathédrale d'Eichstätt.
- L'abbaye bénédictine de Metten, de style baroque, se trouve à proximité de la ville. Sa bibliothèque et son église se visitent.
- L'église de pèlerinage de Notre-Dame-des-Douleurs permet de voir le Geiersberg.
- L'église de Greising est un utilisée pour les pèlerinages locaux.
- La chapelle Sainte-Catherine de l'hôpital se signale par son style rococo.
- L'église Saint-Pierre-et-Saint-Paul, ou Grabkirche, du XIVe siècle remaniée à l'époque baroque est célèbre à cause de sa tour.
- Le Rathaus, ou Hôtel de Ville, est un bâtiment élégant, avec une grande salle des fêtes en deux parties.

## Climat
| Mois                              | jan. | fév. | mars | avril | mai  | juin | jui. | août | sep. | oct. | nov. | déc. | année |
| --------------------------------- | ---- | ---- | ---- | ----- | ---- | ---- | ---- | ---- | ---- | ---- | ---- | ---- | ----- |
| Température minimale moyenne (°C) | −4   | −3   | 0    | 4     | 8    | 11   | 13   | 13   | 9    | 5    | 1    | −2   | 4,6   |
| Température maximale moyenne (°C) | 1    | 4    | 9    | 14    | 20   | 22   | 24   | 24   | 19   | 13   | 6    | 2    | 13,2  |
| Précipitations (mm)               | 44,8 | 45,8 | 54,4 | 38,2  | 71,8 | 72,8 | 81,8 | 63,6 | 65,1 | 54   | 55,3 | 48   | 695,6 |

| Diagramme climatique                                  |         |        |         |         |          |          |          |         |       |        |       |
| J                                                     | F       | M      | A       | M       | J        | J        | A        | S       | O     | N      | D     |
| 1−444,8                                               | 4−345,8 | 9054,4 | 14438,2 | 20871,8 | 221172,8 | 241381,8 | 241363,6 | 19965,1 | 13554 | 6155,3 | 2−248 |
| Moyennes : • Temp. maxi et mini °C • Précipitation mm |         |        |         |         |          |          |          |         |       |        |       |

## Hydrographie
Sur le territoire communal de Deggendorf se trouve l'Isarmündung, la confluence entre l'Isar et le Danube.

## Personnalités liées à la ville
- Henri XV de Bavière (1312-1333), duc de Basse-Bavière mort à Natternberg
- Lena Gahr (1995-), grande voyageuse, plus connue sous le nom de folle du volant ou encore couette-couette, petite copine de Julien MALLE